# Lalaloopsy
Lalaloopsy son una línea de muñecas de plástico producidas bajo la marca de MGA Entertainment en 2010. Inicialmente fueron llamado "Bitty Buttons", pero el producto fue denominado posteriormente al nombre actual antes del lanzamiento al mercado. 
La primera comercialización de los juguetes tuvo gran acogida, por lo que años más tarde decidieron producir videojuegos relacionados con las muñecas y una serie de televisión que estuvo en antena desde 2012 a 2013 a través de Nick Jr., En Latinoamérica la serie se transmitió por Discovery Kids desde 2013 a finales de 2016.
Tuvo 4 películas:
- Aventuras en Lalaloopsylandia
- Lala - Opssies: Un cuento mágico
- Lalaloopsy Ponies: El gran show
- Lalaloopsy Babies: Primeros pasos

El tamaño de cada muñeca es de 12 pulgadas.